# Jean Aloys Joseph de Bosschaert
Jean Aloys Joseph de Bosschaert est un homme politique, né le 16 novembre 1757 à Anvers.

## Biographie
Jean Aloys Joseph de Bosschaert est le fils du chevalier Jean Joseph Henri de Bosschaert et d'Isabelle Anne Marie de Witte. Il est le cousin germain de Charles-Jean de Bosschaert (nl).
Licencié ès-lois de l'Université de Louvain en 1780, il devient échevin d'Anvers en 1782. 
Il entre au Conseil des Cinq-Cents, comme député du département des Deux-Nèthes, le 24 germinal an V. Il devient maire le 5 floréal an VIII.

## Mandats et fonctions
- Échevin d'Anvers : 1782-
- Membre du Conseil des Cinq-Cents : 1797